# Johan Gottfried Conradi

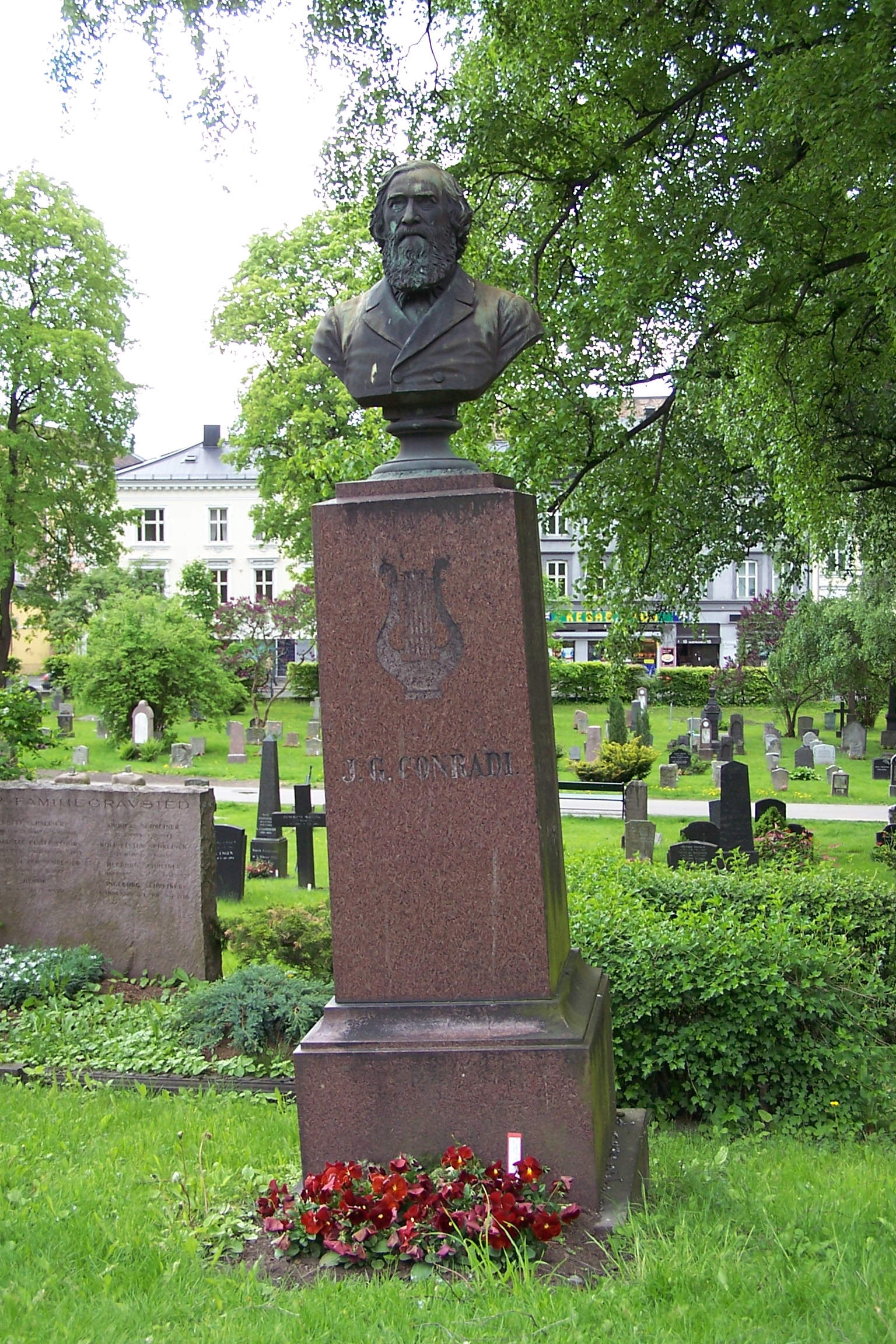
Johan Gottfried Conradis grav på Vår Frelsers gravlund i Oslo.

Johan Gottfried Conradi, född 17 april 1820 i Tønsberg, död 20 september 1896 i Kristiania, var en norsk dirigent, musikpedagog och tonsättare. Han var bror till Andreas Conradi.
Conradi arbetade ivrigt på att höja musikintresset i Norge och grundade ett flertal kör- och orkesterföreningar, bland annat Norges första manskörsförening 1843. Han var 1853–1854 musikdirektör vid den då nyss grundade Christiania norske Theater och ledde 1857–1859 abonnemangskonserterna i Kristiania. Han komponerade musik till Gudbrandsdølerne (1861; text av Christian Monsen) och andra teaterstycken,  manskvartetter, romanser och körsånger samt utgav Kortfattet historisk oversigt över musikkens udvikling og nuværende standpunkt i Norge (1878). 